# Pla d'en Puigverd
El Pla d'en Puigverd és un pla que es troba als municipis de Montoliu de Segarra i Montornès de Segarra a la comarca de la Segarra.